# Alqueidão da Serra
Alqueidão da Serra é uma povoação portuguesa sede da Freguesia de Alqueidão da Serra do Município de Porto de Mós, freguesia com 21,27 km² de área e 1549 habitantes (censo de 2021), tendo, por isso, uma densidade populacional de 72,8 hab./km².

## Demografia
A população registada nos censos foi:
| Distribuição da População por Grupos Etários | Distribuição da População por Grupos Etários | Distribuição da População por Grupos Etários | Distribuição da População por Grupos Etários | Distribuição da População por Grupos Etários |
| -------------------------------------------- | -------------------------------------------- | -------------------------------------------- | -------------------------------------------- | -------------------------------------------- |
| Ano                                          | 0-14 Anos                                    | 15-24 Anos                                   | 25-64 Anos                                   | > 65 Anos                                    |
| 2001                                         | 292                                          | 243                                          | 883                                          | 395                                          |
| 2011                                         | 213                                          | 195                                          | 914                                          | 433                                          |
| 2021                                         | 160                                          | 146                                          | 778                                          | 465                                          |

## Património
- Troço de Via Romana em Alqueidão da Serra
- Capela de Nossa Senhora da Tojeirinha
- Miradouro Jurássico - Alqueidão da Serra